# Милорад Мажич
Милорад Мажич (серб. Милорад Мажић; нар. 23 березня 1973 року, Вербас, Сербія) — сербський футбольний арбітр. З 2009 року арбітр ФІФА.

## Кар'єра
Розпочинав грати у футбол, але отримав важку травму, після якої вирішив стати арбітром.
1 березня 2016 увійшов до складу суддівської бригади для обслуговування матчів чемпіонату Європи з футболу 2016.
20 липня 2016 його призначено головним арбітром на матч Суперкубка УЄФА, який відбудеться 9 серпня в Тронгеймі.
З 2016 року залучений до обслуговування відбіркових матчів чемпіонату світу 2018.
12 травня 2017 був призначений четвертим арбітром на фінальний матч Ліги чемпіонів 2017.
Влітку 2017 обслуговував матчі Кубка конфедерацій, що проходив у Росії.
29 березня 2018 увійшов до числа арбітрів, що обслуговуватимуть матчі чемпіонату світу з футболу 2018.
7 травня 2018 призначений головним арбітром фінального матчу Ліги чемпіонів УЄФА 2018.